# Piratería en el Mediterráneo antiguo

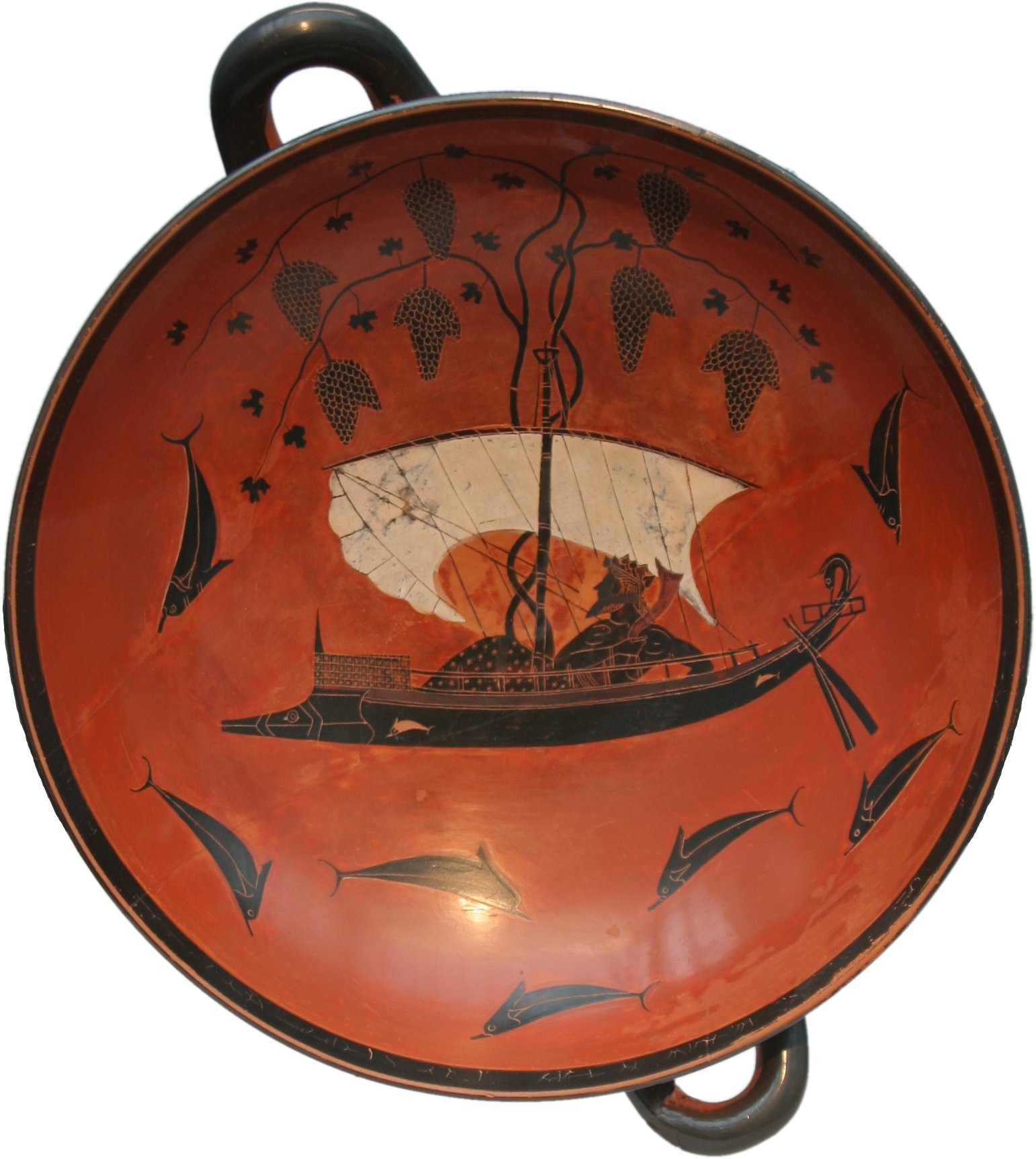
Representación del mito del secuestro de Dionisio por los piratas.

La piratería en el Mediterráneo antiguo tiene una historia largamente documentada desde la Edad del Bronce tardía. De acuerdo a la historiadora clásica Janice Gabbert, «el Mediterráneo oriental ha estado plagado de piratería desde el primer amanecer de la historia». Aunque su prehistoria está diferenciada del comercio de forma ambigua, este periodo de la historia marcó la primera ola de piratería documentada.

## Orígenes

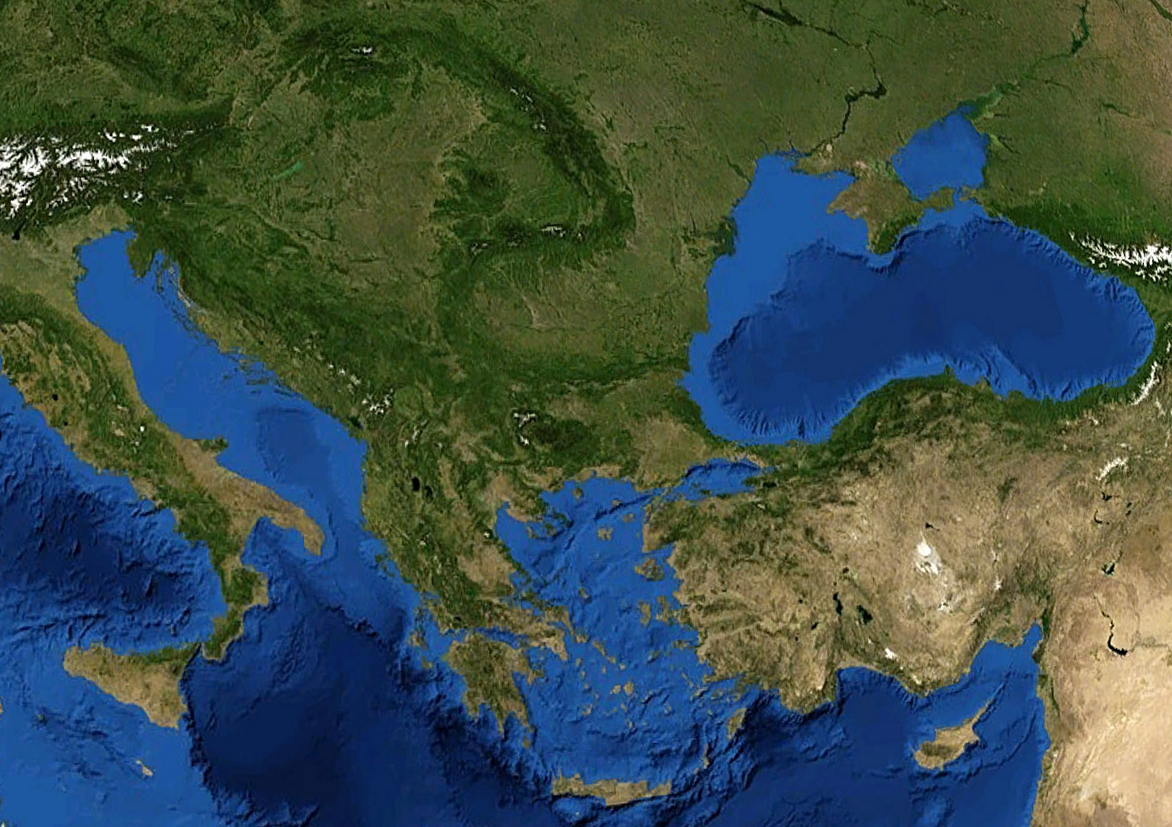
Vista de satélite del Mediterráneo Oriental

Las raíces de la palabra «piratería» vienen del griego antiguo πειράομαι, o peiráomai, que significa «intento», esto es, un intento de robar para una ganancia personal. Esto se convirtió en πειρατής, o peiratēs, con significado «bandido», y de ahí al latín pirata, desde donde llegó al español. Sin embargo, eran llamados frecuentemente «leistes» por los antiguos griegos, la misma palabra utilizada para los ladrones en tierra.
Son varias las características geográficas y económicas del mundo clásico que produjeron un ambiente que favorecía la piratería. Lo primero, «las costas del Mediterráneo eran particularmente favorables al desarrollo de la piratería». La zona costera árida y rocosa no era adecuada para la agricultura a gran escala y no podía dar sustento a una población grande. Por ello, muchos pueblos eran pequeños y de medios humildes. Al ser poblados costeros, el principal medio de sustento era la pesca, por lo que la mayoría de los hombres capaces tenían barcas, habilidades marineras y conocimientos de navegación. Cuando la pesca no era suficiente, muchos hombres se dedicaban al robo y saqueo de territorios cercanos para sustentarse. Sin embargo, las rutas de comercio terrestre eran pocas y distantes entre sí, dados los obstáculos montañosos y los pocos ríos. Por ello, muchas naciones decidieron que «las principales líneas de comunicación debían ser por mar, y el grueso del comercio debería seguir las mismas rutas».
En los tiempos tempranos de la navegación marítima, los barcos de comercio bordeaban las costas. «El tráfico estaba restringido a rutas fijas de forma imposible en mar abierto». Los naukleroi, o mercantes dueños de barcos, se movían lentamente por rutas de comercio establecidas con sus pesadas cargas hundiéndolos en el agua. Se puede imaginar un pescador-saqueador viendo barcos de comercio cargados de tesoros pasando por las costas que él conoce como nadie más, día tras día. Con la motivación y los medios para hacerlo, no era difícil para los nativos costeros dedicarse al robo en el mar. Llevaron la mentalidad de ladrón a las aguas y simplemente cambiaron el método del robo. «El pirata era el ladrón de los caminos del mar, y los caminos del Mediterráneo estaban bien definidos y transitados».

## Desarrollo temprano
La costa rocosa que había resultado inadecuada para la agricultura resultó perfectamente adecuada para la piratería, dotada de entradas ocultas que permitían puntos de acceso rápido a las rutas de comercio. «Los enclaves piratas crecieron entre las costas rocosas que proveían refugio y les escondían de la vista hasta que era demasiado tarde para que sus víctimas escaparan».
Estos saqueadores marítimos tempranos eran al mismo tiempo los primeros piratas auténticos, atacando a cualquiera de cualquier nacionalidad, no debiéndole lealtad a nadie, pero también bastante únicos. Dadas sus raíces en el saqueo terrestre, eran conocidos no solo por atacar barcos y ciudades costeras sino también por aventurarse en tierra firme. Esto provocó que incluso las primeras grandes ciudades se trasladaran de 3 a 15 kilómetros de la costa. Los piratas tendían a no ir más lejos en tierra debido a las dificultades al escapar. La velocidad era uno de los elementos más importantes de la piratería. Este traslado dio un colchón de seguridad relativamente efectivo a las principales ciudades como Atenas, Tiro o Micenas entre otras. Las protegió de los peligros del mar, aunque también las privó de sus beneficios. El mar era aún la principal, y prácticamente única, área de comercio mayoritario. Esto provocó que se construyeran ciudades gemelas, una ciudad interior emparejada con un puerto costero, como Roma y Ostia, Atenas y El Pireo, etc. Para proteger su conexión constuyeron largas murallas como la que cerraba el paso entre Atenas y El Pireo. El historiador marítimo Henry Ormerod afirmó que «si recordamos que la piratería fue, durante siglos, una característica normal de la vida del Mediterráneo, nos daremos cuenta de lo grande que ha sido la influencia que ejerció en la vida del mundo antiguo».
A pesar de estos esfuerzos, no pudieron eliminar completamente el contacto entre los piratas y los puertos. Dado que no podían desbaratar de forma efectiva el «negocio» de los piratas, este continuó creciendo. A menudo los hombres se unían a los mismos barcos piratas que atacaban sus propias ciudades. Incluso los marineros de los barcos mercantes atacados por piratas se dedicaban a la piratería cuando estaban sin trabajo. La piratería ofrecía una carrera libre y lucrativa, una oportunidad para aquellos que estaban interesados en intentar cambiar sus vidas y multiplicar por cien sus ganancias en muy poco tiempo. Por ejemplo, el área alrededor de Creta, famosa por sus mercados de esclavos, era conocida como «el mar Dorado» debido a lo lucrativo que era el comercio de esclavos. No es sorprendente que Creta fuera también notable por sus piratas. De hecho, si una ciudad tenía un mercado de esclavos exitoso era probablemente un puerto pirata. Refugios piratas notables como Cilicia y Delos tenían prósperos mercados de esclavos. «De acuerdo a Estrabón, se vendían hasta diez mil esclavos en Delos en un solo día». Ser raptado por piratas y vendido como esclavo era tan común que era uno de los temas favoritos de los dramaturgos de la antigua Grecia.

## Egipto y la piratería
La historia temprana del Mediterráneo incluye muchas referencias a la piratería y a las medidas que se tomaron para combatirla. Se ha sugerido que el código pirata, que estructuraba la compañía democráticamente, «derivaba de antiguas tradiciones marineras», y se originó en algún momento durante este periodo. Egipto es una fuente importante de muchos de estos acuerdos tempranos, en parte debido a su mayor nivel de documentación en comparación con los estados menos desarrollados de la Edad Oscura griega, y en parte porque mucha de su documentación se grababa en piedra o se preservaba por la arena seca del ambiente.
En particular, se menciona a los Lukka y los Shirdana en las cartas de Amarna, una serie de 362 tablillas de barro que escribió el rey de Babilonia al faraón Amenhotep III o a su hijo Akenatón, sobre el hecho de que estos saqueadores marítimos estaban empezando no solo a saquear barcos sino también a capturar ciudades. Esto es claramente una referencia a los piratas en el sentido de ladrones, en lugar de usar solo un término genérico para los agresores originarios del Mediterráneo. Uno de «los primeros incidentes registrados, inscrito en una tablilla de barro durante el reinado de Akenatón, un faraón egipcio, muestra a piratas atacando un barco en el 1350 a. C.» Cerca de un siglo más tarde, Ramsés II grabó en la Estela de Tanis que «los ingobernables Shirdana, que nunca nadie ha sabido combatir, llegaron navegando valientemente en sus barcos de guerra desde el medio del mar, siendo todos incapaces de enfrentarlos».

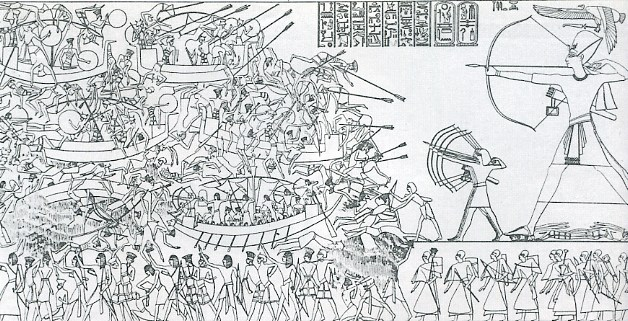
Batalla del Delta entre Ramsés III y los Pueblos del Mar en el siglo XII a. C. Templo de Medinet Habu, Tebas.

El grupo diverso llamado colectivamente «pueblos del mar», término usado por Ramsés III en su templo mortuorio en Medinet Habu así como en numerosos obeliscos y estelas, pueden también haber sido piratas. Ahí están registradas las cuentas de ataques de enemigos identificados como los Peleset (filisteos), e incluso los hititas, pero varios de los enemigos que muestran tienen el único epitafio incierto de «del mar». Ramsés III describo cómo los derrotó llevándolos al interior, «como la arena en la costa». Posibles miembros de los «pueblos del mar» incluyen el pueblo Tjeker de Creta, que se asentó en Anatolia, hogar del imperio hitita, que se conoce por sus enfrentamientos con los egipcios.
Esta visión negativa de los pueblos del mar en los textos faraónicos sigue el patrón general de visión egipcia de los forasteros, se ven despectivamente hasta que se vuelven útiles. Existe evidencia de que mientras crecía el poder de Grecia y Persia, se volvió más aceptable para los gobernantes egipcios contratar piratas para sus propios fines, y eran tan ampliamente empleados como fuerza extra-legales en el periodo helenístico que «parecía no haber distinción real entre un pirata y un mercenario». A pesar de la cercanía entre las dos profesiones, no eran sinónimos de «criminales». La palabra griega original para pirata no se incorporó al lenguaje hasta el 140 a. C. La mayoría de las veces, «pirata» implicaba simplemente forastero, no necesariamente un transgresor.

## Piratería en Grecia

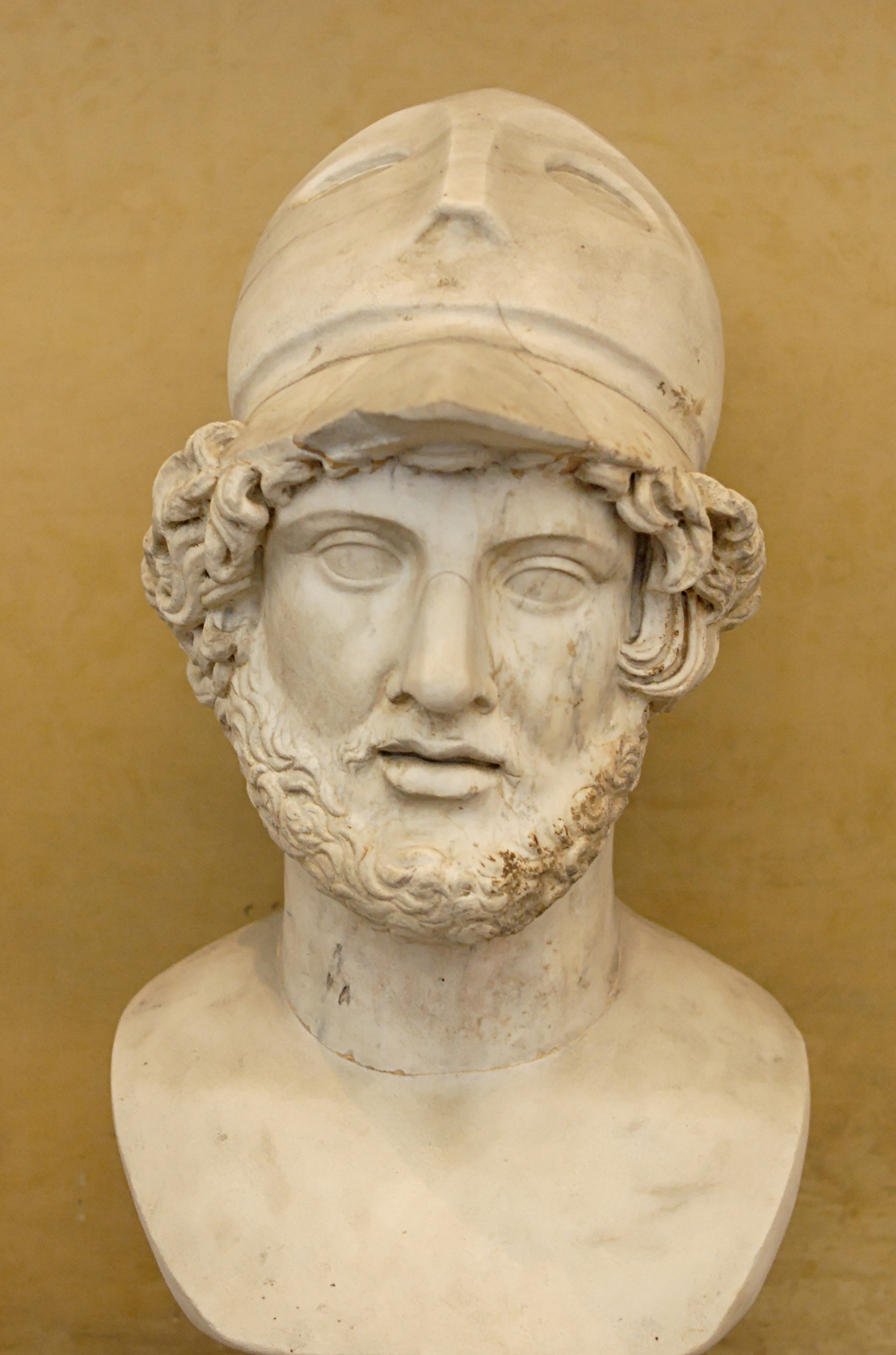
Pericles hizo un llamado a todas las ciudades griegas para discutir cómo limitar la piratería, pero la iniciativa no tuvo éxito debido a la negativa de los espartanos a tomar parte.

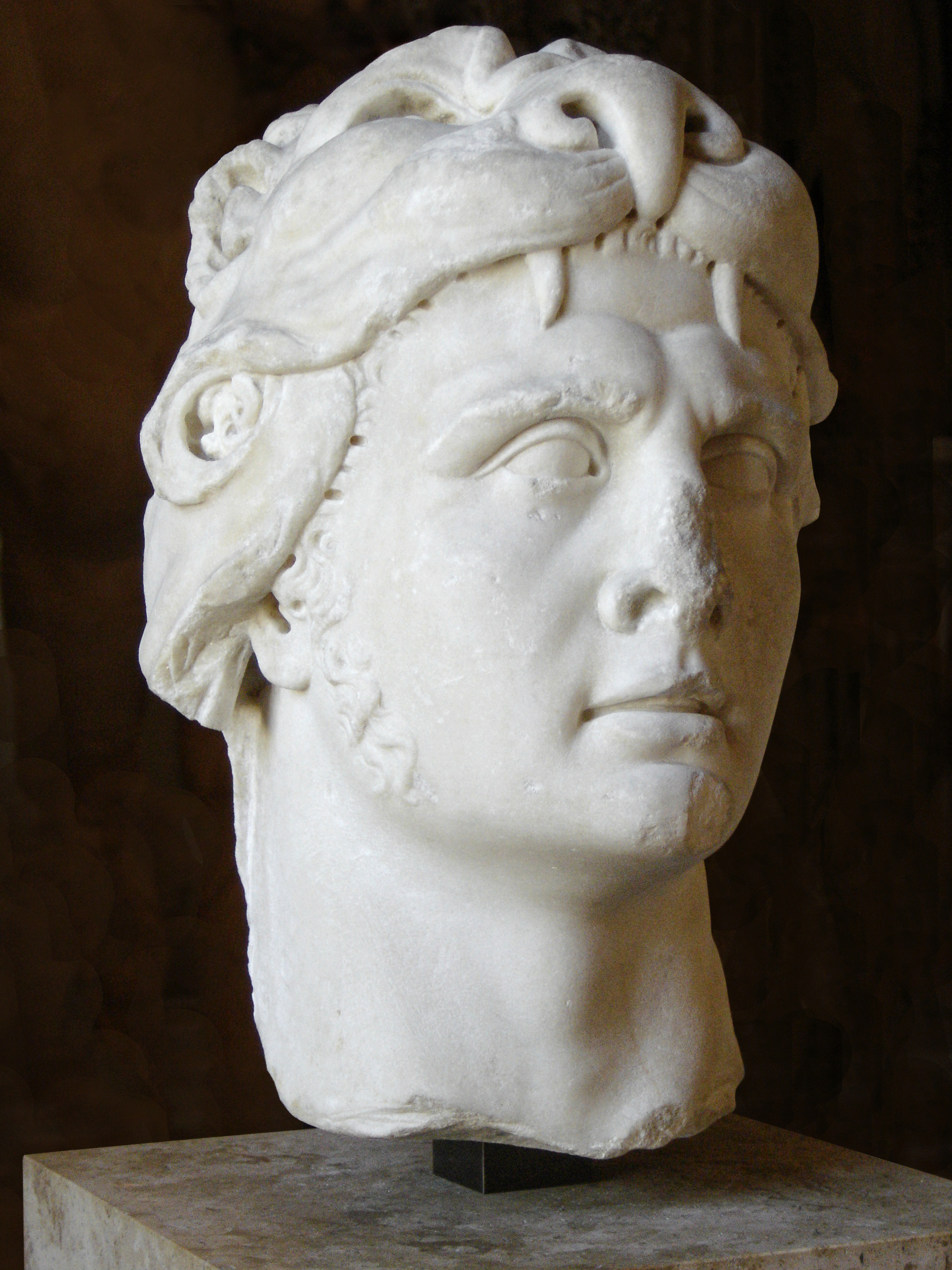
Mitrídates VI Eftater Dionysus, rey del Ponto, y el último gran adversario de la República romana en Asia Menor. Colaboró con los piratas de Cilicia y los usó como armada regular.

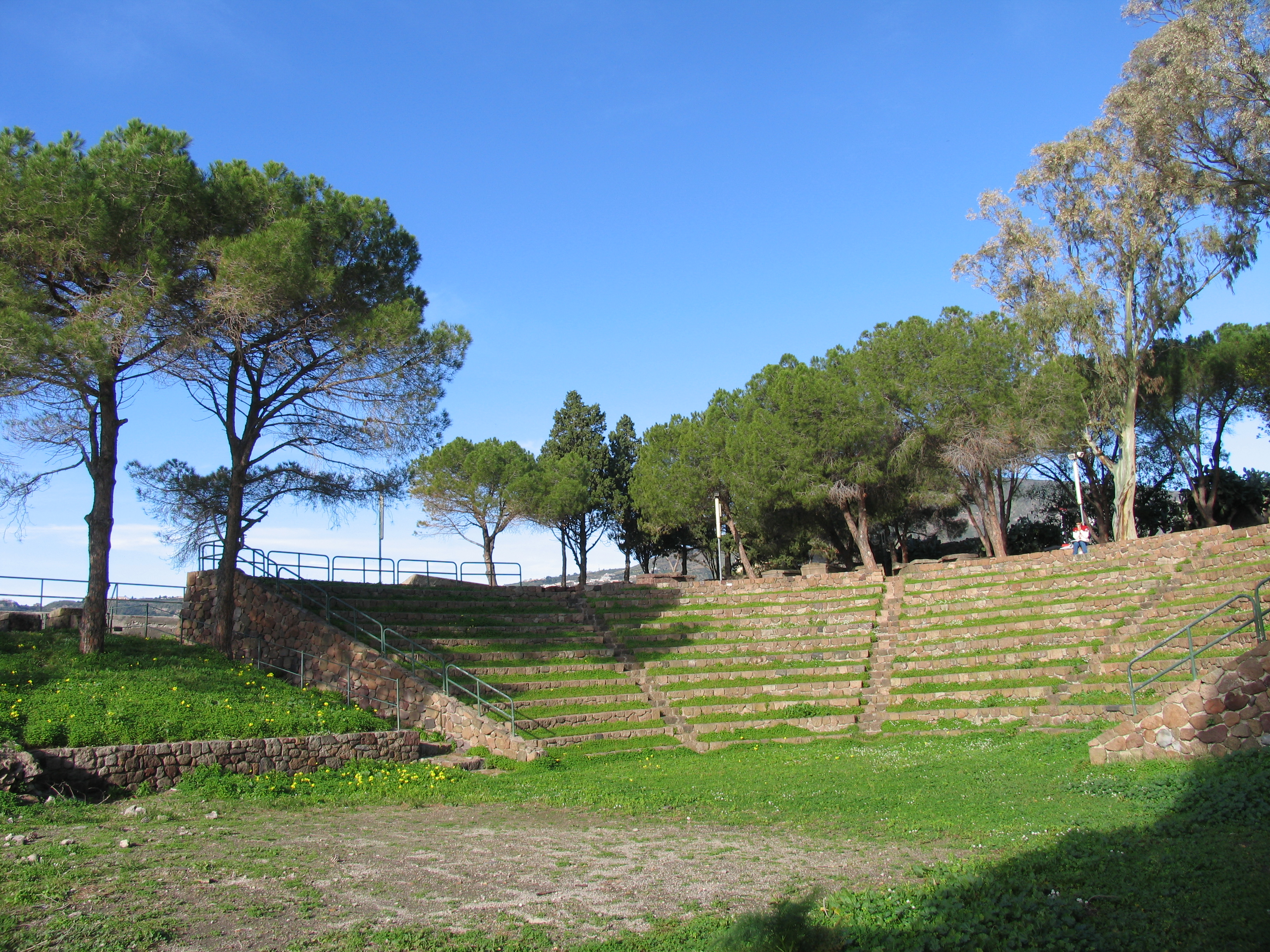
Teatro griego en Lipari. La isla era un centro de una de las comunidades más famosos piratas de la Magna Grecia.2

Los gobernantes de la Creta minoica fueron los primeros en construir una flota específicamente para el propósito de combatir la piratería. La fuentes griegas describen esta armada como legado del rey legendario Minos, y sugieren que «es probable que limpiara el mar de piratería todo lo que pudiera, para aumentar sus ingresos». Se dice que pudo haber frenado de forma efectiva la piratería en la zona hasta que su flota fue destruida por un tsunami alrededor del 1400 a. C., tras lo que se reactivaron las actividades piratas.
Muchos textos de la Grecia de la Edad del Bronce y de la época arcaica realmente condonan la piratería como una profesión viable. «En la antigua Grecia la piratería parece haberse extendido y se ve ampliamente como una forma de vida completamente honorable». Se hacen numerosas referencias a esta normalidad en la Ilíada y la Odisea de Homero, a pesar de haber sido escritas entre los siglos VII y VI a. C. Odiseo menciona un incidente en el que tomó parte:

Desembarcamos valientemente en lugar hostil,
Y saqueamos la ciudad, y destruimos la raza, 
Sus mujeres hicimos cautivas, sus posesiones compartimos,
Y todo soldado encontró una recompensa similar.
Møller, 10

Alrededor de un siglo más tarde, el historiador griego Tucídides (460-395 a. C.) habla de grandes hombres como Odiseo, decidiéndose por ella como una profesión en su Historia de la guerra del Peloponeso:

Porque en época temprana los helenos y los bárbaros de la costa e islas, mientras la comunicación por mar se volvía más común, estaban tentados a volverse piratas... de hecho, esto resultaba su principal fuente de sustento, sin desgracia aún asociada a tal logro, sino incluso algo de gloria.

Como indica la cita, en la era de Tucídides de la Grecia clásica, la piratería se veía como una «desgracia» para tener como profesión, en parte (y quizás hipócritamente, dado que el peligro de la esclavitud en tierra se veía como inevitable y una «ley universal») porque venía con el peligro del rescate y esclavismo de ciudadanos cuando viajaban. En lo alto del poder de Atenas, sin embargo, existen pocos informes epigráficos de piratería y Tucídides no menciona el peligro como un motivo particular para el cultivo de la flota del imperio ateniense, por lo que es posible que la relativa seguridad de los mares clásicos en comparación con el periodo helenístico fuera un efecto colateral, más que una motivación, del desarrollo de la Liga de Delos que aseguró el poder del imperio.

## Piratería en el periodo helenístico

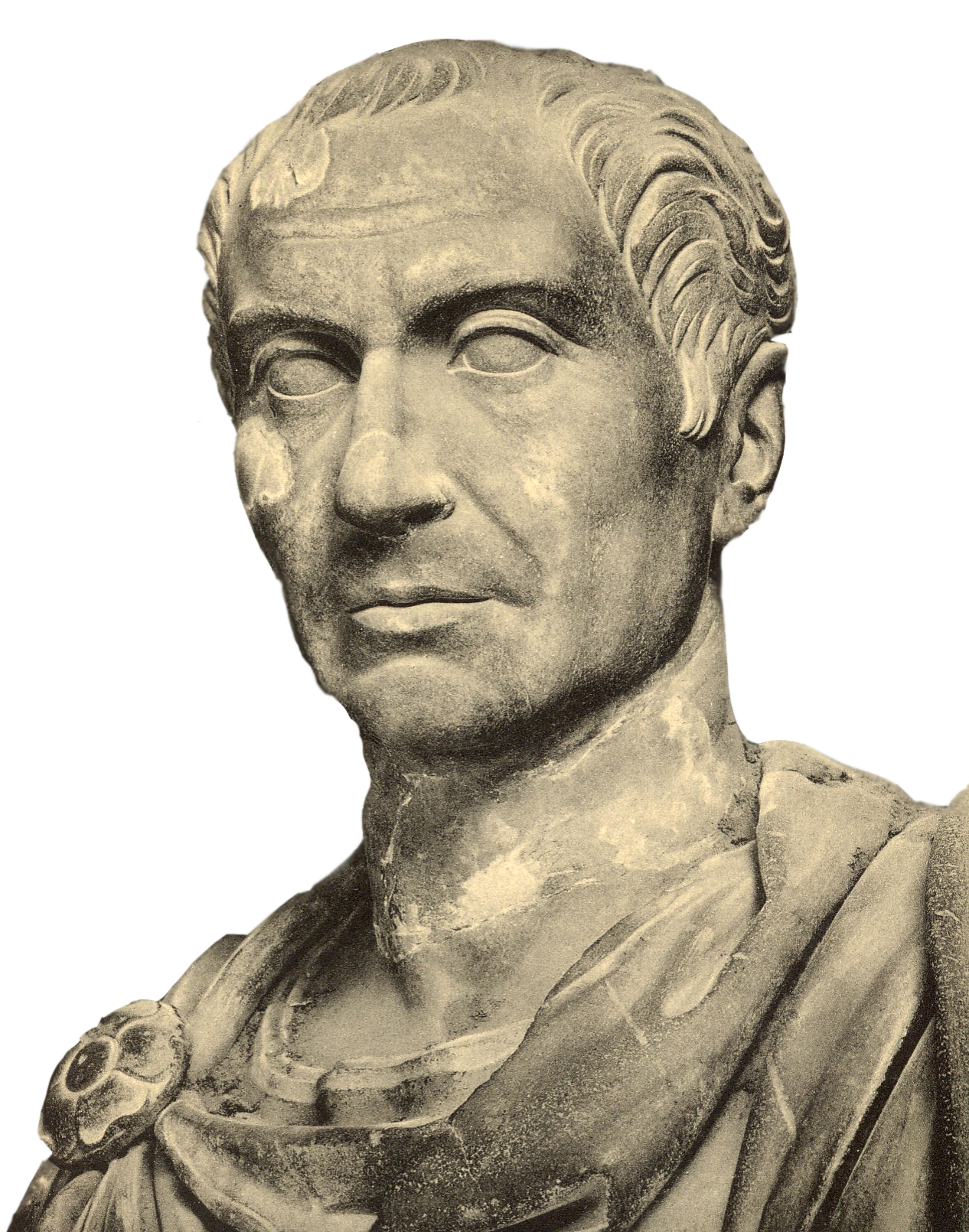
Julio César fue secuestrado a una edad temprana por piratas Kilic que habían sido encarcelados en Farmakousa y exigieron un rescate de veinte dólares de parte de su familia. Él se ofendió por su bajo precio (para su propio interés) y les instó a pedir cincuenta, que finalmente se otorgaron. Después de su liberación, organizó una flota en Mileto, capturó a los captores y los crucificó.

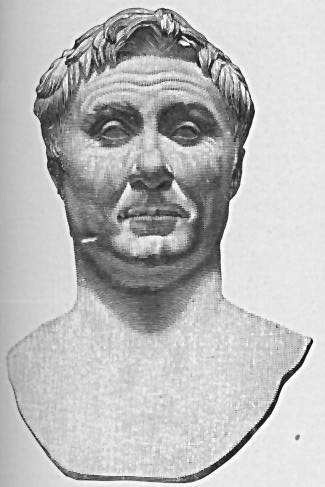
Cneo Pompeyo el Grande - fue nombrado procónsul de ley gabinia, con jurisdicción absoluta en los mares de las Columnas de Hércules y a 400 pasos de la costa, y con el derecho de uso de fondos públicos y de la propiedad de los propietarios de tierras vecinas.

No repuntaron los informes de piratería en el Mediterráneo hasta después de la muerte de Alejandro Magno en el 323 a. C. Había sentado precedente para un esfuerzo intencionado para detener la piratería durante sus conquistas por todo el borde del Mediterráneo. En su De Civitate Dei, San Agustín recuerda una conversación entre Alejandro y un pirata que había capturado:

Porque cuando ese rey había preguntado al hombre qué pretendía manteniendo posesión hostil del mar, contestó con valiente orgullo, «¿Qué pretendes tú apoderándote de la tierra entera? Porque lo hago con un pequeño barco, se me llama ladrón, mientras que a ti que lo haces con una gran flota te llaman emperador».

Tras la muerte de Alejandro y durante las guerras subsiguientes, la piratería fue un problema tanto por tripulaciones de bandidos independientes como por estados que les contrataban como mercenarios. Demetrio I de Macedonia en particular usó mercenarios navales para su ventaja, y estos mercenarios incluían tripulaciones que en otro caso se hubieran dedicado a la piratería. De acuerdo con Diodoro Sículo (libro 20), los piratas de Demetrio usaban navíos sin cubierta, probablemente para aumentar la velocidad.
El famoso naufragio del barco de Kyrenia data de cerca de este periodo en el siglo IV, y se encontró con puntas de lanza clavadas en su casco y una «tablilla de maldición» de plomo, que según sugiere Katsev fue colocada allí por un pirata mientras el barco se hundía, para asegurarse de no se enfrentarían a represalias por el crimen.
Por aquel tiempo, Rodas se había convertido en el poder naval dominante del Egeo, y parte de la función de la Liga de los Isleños (que fue fundada por Antígono I Monóftalmos para que fuera una fuerza aliada en las guerras de los diádocos) era repeler piratas de sus Estados miembros. Rodas era el área de comercio central del Mediterráneo en aquella época, con cinco puertos a los podía accederse con todas las direcciones del viento, y a una distancia bastante uniforme de la mayoría de potencias helenísticas, y era imperativo para su economía que las aguas a su alrededor fueran vistas por los comerciantes como segura de piratas.
En el 167 a. C. Roma forzó a Delos a convertirse en un puerto libre de impuestos para reducir el poder y la riqueza de Rodas, y el impuesto del puerto rodiano bajó de 1 millón de dracmas a 150 000 dracmas en un año. Sin su influencia de vigilancia, la piratería floreció incluso en el Mediterráneo más oriental.
La piratería se había convertido en un problema importante, y la defensa de los piratas se da frecuentemente como una de las razones por las que las ciudades daban decretos honoríficos a ciudadanos, como en el decreto de c. 166 a. C. de Imbros: «Lisanias es benevolente con la gente [...] se mantuvo firme y trajo noticias del declive de los piratas».
El fenómeno fue particularmente endémico en ciertas regiones, especialmente Cilicia (sudeste de Turquía) e Iliria (Balcanes occidentales). Existe evidencia de que «las tribus costeras ilirias habían creado su propio tipo de embarcación, el lembus, en la que llevaban su botín». Era un barco pequeño y rápido construido con el propósito de emerger o retirarse a las entradas ocultas para atacar barcos más pesados.
La piratería iliria se podría llamar más propiamente corso, ya que estaba apoyada por el estado. En las Historias de Polibio, que cubren el periodo entre el 220 y el 146 a. C., su descripción de Teuta, la reina de los estados ilirios dice que «su primera medida fue otorgar patentes de corso a los piratas, autorizándolos a saquer todo lo que se encontraran»..
«Los ilirios se volvieron tan poderosos que para el 230 a. C. ningún comerciante honesto quería participar en el comercio marítimo». La atención de Roma estaba en las conquistas en tierra, e inicialmente no buscaron convertirse en la policía naval que había sido Rodas y previamente Atenas para las islas griegas. Sin embargo, cuando las fuerzas ilirias atacaron un convoy de barcos con grano destinado para el ejército, el senado decidió enviar dos dignatarios a la reina Teuta, que enseguida mató a uno de ellos. Indignado, «el cónsul Cneo Fulvio navegó a Iliria con doscientos barcos, mientras el cónsul Lucio Postumio y 20 000 soldados marcharon por tierra». Para el 228 a. C., Teuta se había rendido y los romanos habían diezmado las fuerzas de uno de los principales refugios piratas del Mediterráneo.